# Opisthoncus pallidulus
Opisthoncus pallidulus är en spindelart som beskrevs av Koch L. 1880. Opisthoncus pallidulus ingår i släktet Opisthoncus och familjen hoppspindlar. Inga underarter finns listade i Catalogue of Life.